# Chloé Zhao
Chloé Zhao (赵婷 en xinès, Zhào Tíng en hànyǔ pīnyīn, Pequín, 31 de març de 1982) és una guionista i directora xino-estatunidenca independent guanyadora del Oscar a la millor direcció i el Lleó d'Or per la pel·lícula de 2020 Nomadland.

## Biografia
Zhao Ting (赵婷) va néixer el 31 de març de 1982 a Pequín. El seu pare Zhao Yuji (赵玉吉) va ser executiu de Shougang Group, una de les empreses siderúrgiques estatals més grans del país. Després d'acumular una riquesa personal important, va passar al desenvolupament immobiliari i la inversió en capital.
Ha estudiat ciències polítiques al Mount Holyoke College (Massachusetts) i producció cinematogràfica a la universitat de Nova York.
En una entrevista a Vogue, Zhao es va descriure com una adolescent rebel, mandrosa a l'escola que va dibuixar còmics amb influència manga i va escriure fanfiction. Li encantaven les pel·lícules de gran, especialment Happy Together de Wong Kar-wai. Des de ben petita, Zhao es va sentir atreta per influències de la cultura pop occidental. Després que els seus pares se separessin, el seu pare es va casar amb l'actriu de còmic Song Dandan, a qui Zhao havia crescut veient a la televisió.
Tot i que Zhao encara estava aprenent anglès en aquell moment, els seus pares la van enviar a Brighton College als 15 anys. Més tard es va traslladar a Los Angeles sola, vivint en un apartament de Koreatown l'any 2000 i va anar a l'escola secundària de Los Angeles. Després va anar al Mount Holyoke College, on es va especialitzar en política i es va graduar en estudis de cinema, i es va graduar el 2005. Fer de cambrera i fer feines ocasionals després de graduar-se la van ajudar a adonar-se que li agradava conèixer gent i escoltar sobre les seves vides i històries, cosa que li va donar l'impuls per anar a l'escola de cinema. Un article de Vulture va informar que «Quatre anys van ser suficients per desconnectar-la de la política... es va trobar més atreta per la gent que per la política». Després de la seva carrera de cinema, es va incorporar al Kanbar Institute of Film and Television Graduate Film Program a la Tisch School of the Arts de la Universitat de Nova York. Mentre assistia a Tisch, Zhao va estudiar amb el director Spike Lee. Va dir a USA Today que va apreciar que Lee no ensucrava res, dient que «només t'ho dirà tal com és», cosa que ella diu que necessitava. Després de matricular-se al programa d'Estudis de Postgrau de cinema de la Universitat de Nova York l'any 2010, va fer el seu primer curtmetratge Daughters.

## Carrera

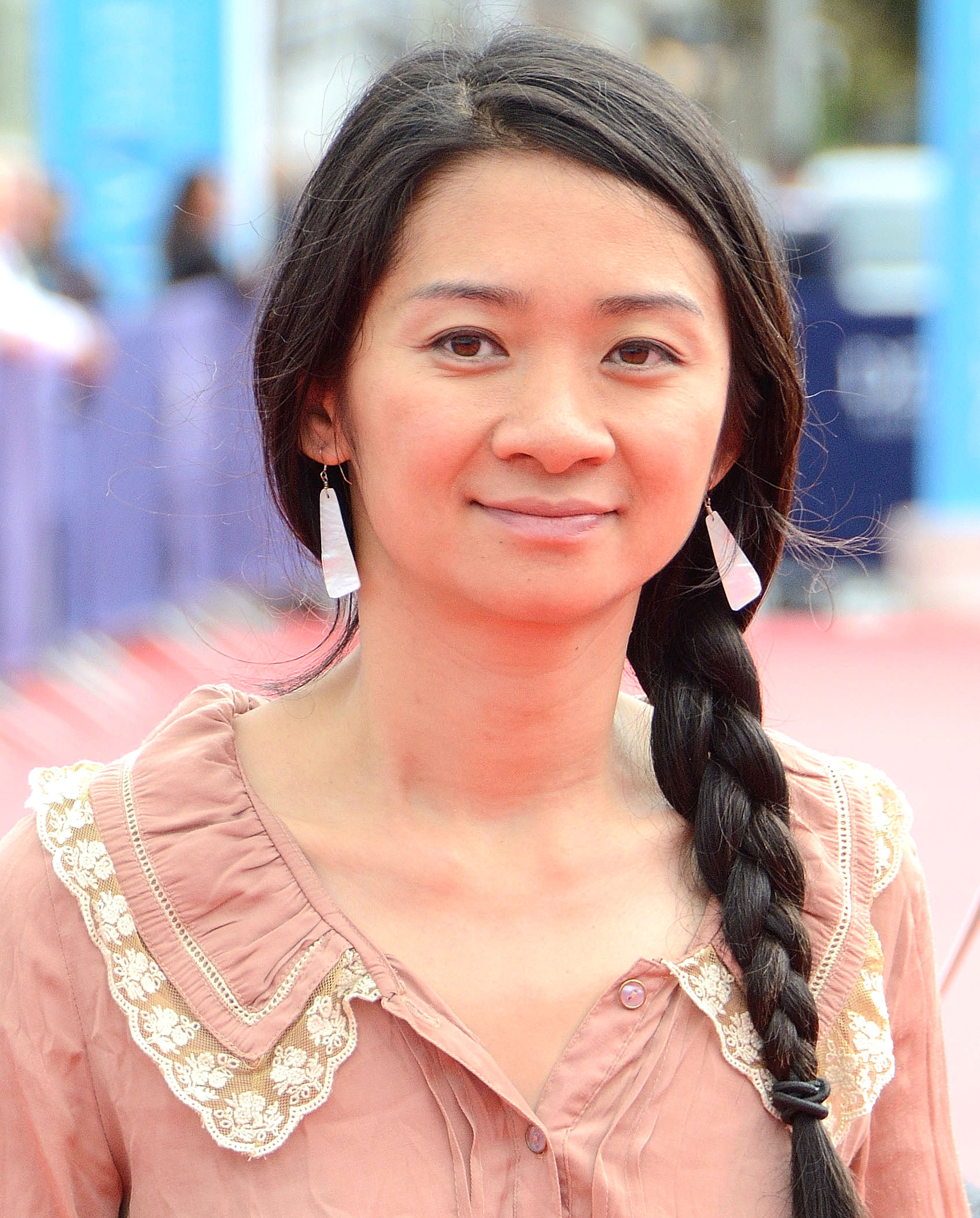
Zhao el 2015

El primer treball de Chloé Zhao és el seu curtmetratge de 2009 The Atlas Mountains, la història sobre Helen Thomas que desenvolupa una breu, però apassionada relació amb una treballadora immigrant que ve a arreglar el seu ordinador. També va estrenar un segon curtmetratge titulat Daughters, una pel·lícula sobre una noia Maple de 14 anys, que viu a la Xina rural, que es veu obligada a casar-se i pren un camí perillós intentant alliberar-se. Aquest curt va guanyar el primer lloc del curtmetratge d'acció en directe per a estudiants al Palm Springs International Short Fest de 2010 i el Premi especial del jurat al Festival de Cinema Cinequest de 2010.
El 2015 Zhao va dirigir Songs My Brothers Taught Me. Rodada a la reserva índia de Pine Ridge a Dakota del Sud, la pel·lícula mostra la relació entre un germà sioux lakota i la seva germana petita. Una reserva ja existent, la reserva índia de Pine Ridge té aproximadament 82.000 km², uns 46.855 membres i ocupa els comtats d'Oglala Lakota, Jackson i Bennet. A la pel·lícula de Zhao, el germà Johnny planeja marxar de casa i traslladar-se a Los Angeles amb la seva xicota quan es graduï de l'escola secundària, però lluita amb la idea de deixar la seva germana Jashaun a casa amb la seva mare problemàtica que pateix la pèrdua del seu pare. Centrant-se en les vides reals i les lluites de la comunitat circumdant, la pel·lícula mostra la realitat de les persones i els problemes als quals s'enfronten. En un article de Filmmaker, Zhao va afirmar que els seus anys de rebel·lia a la seva infància són els que la van empènyer a deixar la Xina i estudiar a l'estranger, ajudant-la a connectar-se amb la trama de la pel·lícula que se centra en un personatge que lluita en aquest entorn. Mitjanament improvisat, es van recollir unes 100 hores d'imatges mentre Zhao treballava amb els residents reals de la reserva per inspirar-se en les seves vides i personalitats per ajudar a donar forma a la seva història. Va ser capaç d'utilitzar el paisatge natural que l'envolta en aquesta pel·lícula per crear un lloc de revelació, on la gent pugui estar més a prop de Déu. Utilitzant plans amples i llargs, va crear una pel·lícula semblant a un documental que se sent autèntica, la bellesa desolada de les Grans Planes creant una història que representa tant la llibertat com la desesperança. Es va estrenar el 2015 com a part de la Competició Dramàtica dels EUA al Festival de Cinema de Sundance. Més tard va actuar al Festival de Cannes com a part de la selecció de la Quinzena del Director i va ser nominada a la millor pel·lícula principal al 31è premi Independent Spirit.
El 2017 Zhao va dirigir The Rider, un drama occidental contemporani, que segueix el viatge d'un jove vaquer cap a l'autodescobriment després que un accident gairebé mortal posi fi a la seva carrera professional d'equitació. La pel·lícula va ser produïda pel seu pare, Yuji Zhao. Igual que amb el seu primer llargmetratge, Zhao va contractar un repartiment de no actors que vivien al lloc de rodatge, en aquest cas en un ranxo. La seva inspiració va venir de Brady Jandreau, un vaquer que havia conegut a la reserva on va rodar la seva primera pel·lícula, que va patir una greu lesió al cap quan va ser llançat del seu cavall durant una competició de rodeo. Jandreau protagonitzaria la pel·lícula, interpretant una versió de ficció d'ell mateix com Brady Blackburn. Segons un article d'Indiewire, aquesta pel·lícula descobreix una nova cara del tema western, revolucionari perquè un immigrant xinès va canviar el gènere més antic del país. L'article afirmava que la pel·lícula es va convertir en «el tipus de pel·lícula que és gràcies a un home i una dona, perquè tots dos volíem treballar junts i entendre d'on veníem».
The Rider és presentat a la Quinzena dels directors al Festival de Canes 2017 on assoleix el Premi Art Cinema a la millor pel·lícula d'aquesta selecció paral·lela. És a continuació seleccionat al Festival del cinema americà de Deauville 2017 on assoleix el Gran premi. A la 33a edició dels Premis Independent Spirit, els que recompensen el millor del cinema independent als Estats Units, el film The Rider permet a Chloé Zhao d'assolir la primera edició del Premi Bonnie. El Premi Bonnie ha estat batejat així en homenatge a Bonnie Tiburzi Caputo, primera dona pilot en una línia aèria comercial. Havia estat contractada l'any 1973, amb 24 anys, per American Airlines, que comandita el premi. Aquesta borsa de 50.000 dòlars, permet encoratjar les dones cineastes en mig de la carrera. La pel·lícula va ser estrenada el 13 d'abril de 2018 per Sony Pictures Classics i va ser aclamada per la crítica. Peter Keough de The Boston Globe va escriure: «[La pel·lícula] aconsegueix el que el cinema és capaç en el seu millor moment: reprodueix un món amb tanta agudesa, fidelitat i empatia que transcendeix allò que és mundà i toca el que és universal».
El 2018 Zhao va dirigir Nomadland, protagonitzada per Frances McDormand. L'adaptació de Nomadland: Surviving America in the Twenty-First Century de Jessica Bruder es va rodar durant quatre mesos viatjant per l'oest americà en una caravana amb molts treballadors nòmades reals. El llibre de Bruder girava al voltant de personatges que es poden trobar a la pel·lícula, com Linda May, una dona de 64 anys que viu a la seva furgoneta i busca feina per comprar terrenys per a una casa permanent. Altres personatges, com Bob Wells, un vlogger nòmada del canal i lloc web de YouTube CheapRVliving i encarregat de la trobada anual de nòmades que apareix a la pel·lícula, són persones reals que Bruder es va trobar quan va escriure el seu llibre i que Zhao va incloure a la seva pel·lícula. La pel·lícula explica la història d'una vídua que ho va perdre tot a La Gran Recessió i decideix viatjar amb la seva furgoneta pel mig oest americà, començant un viatge d'autodescobriment. L'estrella Frances McDormand i Zhao es van unir ràpidament i es van inspirar mútuament, i McDormand es va convertir en un element important del procés de realització i del seu èxit. Es van conèixer un dia abans dels Premis Independent Spirit 2018, on McDormand va ser nominada a la millor actriu i Zhao va rebre una subvenció de 50.000 dòlars per a dones directores. Durant l'acte, van deixar entreveure el seu projecte de futur junts. Es va estrenar al Festival de Cinema de Venècia, on va rebre l'aclamació de la crítica i va guanyar el premi Lleó d'Or, i posteriorment es va tocar al Festival Internacional de Cinema de Toronto 2020, on va guanyar el premi People's Choice. La pel·lícula es va estrenar el 19 de febrer de 2021 per Searchlight Pictures. Zhao va guanyar el Globus d'Or al Millor Director per Nomadland, convertint-la en la primera dona d'ascendència asiàtica honrada, i només la segona dona a guanyar un Globus d'Or per direcció des de Barbra Streisand el 1984. L'abril de 2021, Zhao va guanyar l'Oscar al millor director, convertint-se en la segona dona a fer-ho (Kathryn Bigelow va ser la primera). La pel·lícula no s'ha estrenat en cinemes a la Xina, amb l'especulació que es pels seus comentaris passats sobre la nació, i també es va censurar la notícia de la seva victòria a la millor direcció als Premis de l'Acadèmia.
El setembre de 2018 Marvel Studios la va contractar per dirigir Eternals, basat en els personatges del còmic del mateix nom. La pel·lícula segueix els esdeveniments de la pel·lícula Marvel del 2019 Avengers: Endgame, amb un nou equip de superherois que s'han de reunir per lluitar contra un antic enemic de la raça humana, els Deviants. Zhao va estar molt influenciat per Prometheus (2012) de Ridley Scott i El quadern d'en Noah (2004) de Nick Cassavetes en l'elaboració de la pel·lícula MCU. Va ser llançat el 5 de novembre de 2021. Zhao és alhora el director i un dels quatre guionistes de la pel·lícula, els altres són Patrick Burleigh, Ryan Firpo i Kaz Firpo. Eternals va rebre crítiques mixtes. The New Yorker va afirmar que l'estil de Zhao de dirigir escenes de diàleg revela l'absurditat del guió, dient que «també podria haver-se fet mitjançant una pantalla verda, per la poca tangibilitat i textura que ofereix als personatges i als espectadors». L'article també afirmava que la pel·lícula ha estat prohibida a l'Aràbia Saudita i Kuwait a causa de la relació entre dos personatges masculins, Phastos i Ben. Malgrat les crítiques negatives, encara va guanyar 161,7 milions de dòlars durant el cap de setmana d'obertura i es va convertir en el número 1 de la taquilla.
El 15 de febrer de 2021 Variety va informar que amb 34 trofeus de la temporada de premis per a la direcció, 13 per al guió i nou per al muntatge, Chloe Zhao ha superat a Alexander Payne (Entre copes) com la persona més premiada en una sola temporada de premis a l'era moderna. El 2021, va aparèixer al Time 100, una llista anual de les 100 persones més influents del món.
El 2023 Zhao va exercir de productor executiu a The Graduates dirigida per Hannah Peterson.

### Últims projectes
El febrer de 2021, Variety va confirmar que Zhao s'enfrontava al clàssic monstre universal Dràcula com a escriptor, productor i director d'una nova interpretació del personatge en la línia d'un western de ciència-ficció futurista.
L'agost de 2022, l'actor Patton Oswalt va revelar que una seqüela d’Eternals estava en desenvolupament amb Zhao tornant a dirigir. No obstant això, l'actor Kumail Nanjiani va declarar més tard que no havia sentit res sobre una seqüela i creia que Oswalt estava equivocat.
L'abril de 2023 es va anunciar una adaptació cinematogràfica d'Hamnet produïda en part per Amblin Partners i dirigida per Zhao, amb Jessie Buckley i Paul Mescal en converses per protagonitzar la pel·lícula.

## Estils i temes
Al llarg de la seva filmografia, Zhao porta relativament els mateixos estils i tècniques. Frances McDormand va dir a Rolling Stone sobre el procés de Zhao, dient que «bàsicament és com una periodista... coneix la teva història i crea un personatge a partir d'això» i que «traça una línia nítida entre el sentiment i el sentimentalisme». Un article del cineasta va citar a Zhao que va dir: «Vull trobar noves maneres de col·locar la càmera per evocar més sentiments. El meu objectiu és posar la càmera dins [del personatge]». Un exemple del seu procés es pot trobar a Eternals quan va veure la connexió entre els actors Lauren Ridloff i Barry Keoghan que interpreten Makkari i Druig a la pel·lícula. L'article va escriure que Zhao els va veure interactuar i va pensar «D'acord, hem d'escriure més moments», afirmant: «És el mateix que vaig fer amb Nomadland i The Rider. Miraria com interactuen i ho escriuria a la pel·lícula». Creu que tothom vol sentir una connexió, que els cineastes expliquen les seves històries perquè no volen sentir-se sols, per això se centra en els temes de l'autenticitat i posa èmfasi en les històries reals. En una entrevista a Brut America, Zhao va parlar del seu sentiment sobre la importància de dirigir des de la perspectiva de la mirada femenina. «Per a mi, hi ha un yin i un yang en tots nosaltres, la força femenina i masculina i crec que sovint a la nostra societat en el nostre sector, la força masculina s'està celebrant, i aquesta és una manera dolorosa d'existir tant per a dones com per a homes». Zhao, coneguda principalment pels seus llargmetratges que representen la vida i les lluites de persones reals de diferents orígens, com ara The Rider, Songs My Brother Taught Me i Nomadland, ara està assumint projectes que representen diversos personatges d'univers més amplis., per exemple la pel·lícula de Marvel, Eternals. En dirigir aquesta infinitat de personatges des de la perspectiva femenina, diu: «Sempre intento trobar una manera de donar-los l'oportunitat d'estar en contacte amb el seu costat femení. També hem de permetre que els nostres personatges masculins accedeixin al seu costat més suau, crec. aquesta és la veritable mirada femenina».

## Influències
Zhao cita el romanç de Wong Kar-wai Happy Together com la pel·lícula que em va fer venir ganes de fer pel·lícules. També va ser influenciada per Spike Lee, que va ser el seu professor de cinema mentre estudiava a la Tisch School of the Arts de la Universitat de Nova York. També va citar Ang Lee com a influència, dient: «La carrera d'Ang Lee ha estat molt inspiradora per a mi, com és capaç de portar d'on ve a totes les pel·lícules que fa». També ha esmentat Werner Herzog i Terrence Malick com a influències clau.
Zhao va dir que les seves primeres presentacions al cinema americà van ser Terminator, Ghost i Sister Act.

## Censura a la Xina
Després que Zhao es convertís en la segona dona a guanyar un Globus d'Or a la millor direcció (per Nomadland), molts espectadors xinesos, així com mitjans estatals de la Xina, van celebrar la seva victòria i van buscar la glòria de Zhao per a la Xina. Poc després, però, uns quants usuaris d'Internet xinesos van començar a qüestionar la ciutadania de Zhao i van debatre «si és oportú reivindicar la victòria de Zhao com a la de la Xina», i Variety va qualificar l'afirmació com «un moviment comú dels punts de venda amb el suport de l'estat per impulsar el Nacionalisme xinès. Gran part de la controvèrsia es va centrar en dos conjunts de comentaris: una entrevista de la revista Filmmaker de 2013 en la qual Zhao va descriure la Xina com un lloc on hi ha mentides a tot arreu, i una entrevista de finals de 2020 en la qual Zhao va ser citada malament «Els EUA són ara el meu país» (en realitat havia dit «Els EUA no són el meu país», i l'error es va corregir uns dos mesos després). Les referències a Zhao als mitjans xinesos van ser censurades després de la seva victòria a l'Oscar.

## Vida personal
Zhao resideix a Ojai, Califòrnia, amb la seva parella i director de fotografia Joshua James Richards. Richards i Zhao es van conèixer mentre Zhao investigava per al seu primer llargmetratge Songs My Brother Taught Me i Richards encara era estudiant de cinema a la Universitat de Nova York. Ha estat el director de fotografia de les seves dues pel·lícules següents i ha estat operador de càmera a Eternals.

## Filmografia

### Curtmetratges
- 2008: Post
- 2009: The Atlas Mountains
- 2010: Daughters
- 2011: Benachin

### Llargmetratges
| Any  | Títol                       | Directora | Escriptora | Productora | Notes         |
| ---- | --------------------------- | --------- | ---------- | ---------- | ------------- |
| 2015 | Songs My Brothers Taught Me | Sí        | Sí         | Sí         | També editora |
| 2017 | The Rider                   | Sí        | Sí         | Sí         |               |
| 2020 | Nomadland                   | Sí        | Sí         | Sí         | També editora |
| 2021 | Eternals                    | Sí        | No         | No         | Postproducció |

## Premis i seleccions

### Premis
- 2010: Daughters assoleix el premi del millor curtmetratge al Palm Springs Internacional Festival of Short Films
- 2017: Premi Art Cinema a la millor pel·lícula de la Quinzena dels directors al Festival de Cannes 2017 per a The Rider.
- 2017: Gran premi al Festival del cinema americà de Deauville 2017 per a The Rider.

### Seleccions
- 2010: Daughters és seleccionada en la categoria Competició Internacional al Festival internacional del curt metratge de Clarmont d'Alvèrnia

### Altres reconeixements
El desembre de 2024, la BBC va incloure-la en la seva llista 100 Women, que reconeix a les dones més inspiradores i influents de l'any a nivell mundial.